# Runaway (пісня Каньє Веста)
«Runaway» — пісня американського репера Каньє Веста за участю репера Pusha T, випущена 4 жовтня 2010 року як другий сингл із п’ятого студійного альбому Каньє My Beautiful Dark Twisted Fantasy. Композиція містить повторювані фортепіанні рифи, складні семпли та стиль продюсування, дещо подібний до альбому 808s & Heartbreak. Вона виражає думки Веста про його невдалі стосунки та думку багатьох ЗМІ про нього. Пісня дебютувала на 12-му місці в Billboard Hot 100 і є центральною частиною 35-хвилинного короткометражного фільму Runaway, який містить більшість пісень з My Beautiful Dark Twisted Fantasy. У майже десятихвилинному музичному кліпі пісні балерини виконують складну хореографію.

## Обкладинка
Оригінальна обкладинка для «Runaway» — це фотографія балерини, зроблена сучасним художником Джорджем Кондо. Він створив дві різні обкладинки, а також обкладинку для My Beautiful Dark Twisted Fantasy та кількох її синглів. 1 жовтня 2010 Каньє Вест випустив нову обкладинку для «Runaway», яка також є картиною Кондо із зображенням балерини. 4 жовтня 2010 року пісня була випущена в iTunes Store як другий сингл альбому. На веб-сайті використовується оригінальне зображення обкладинки.

## Живі виступи

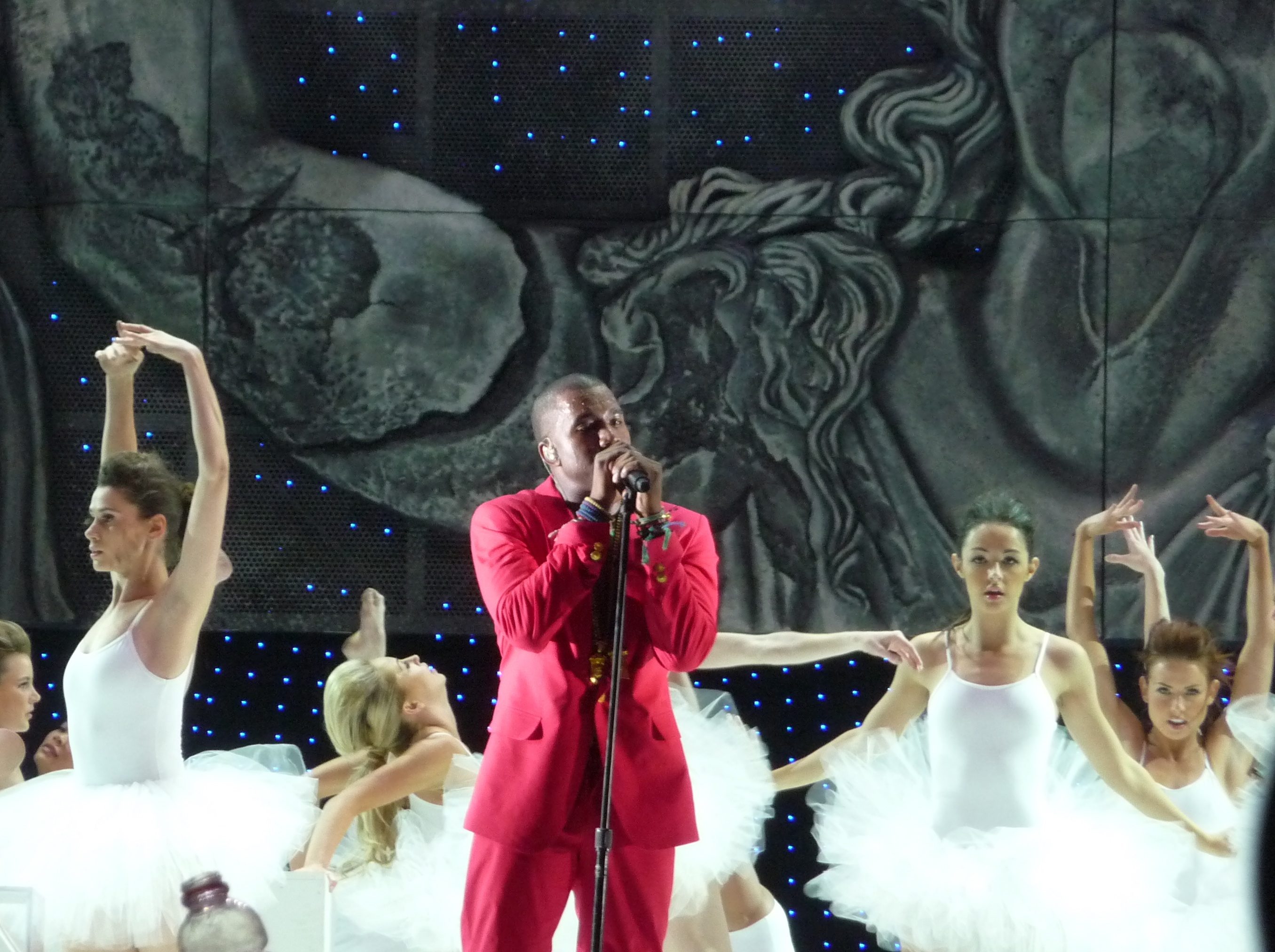
Каньє Вест виконує пісню на Coachella. Під час виступів «Runaway» його часто супроводжували балерини, а Каньє був одягнений переважно в червоне вбрання.

Пісня дебютувала під час живого виступу на MTV Music Video Awards 2010. Виступ отримав позитивні відгуки та був описаний як момент «повернення». У 2017 році журнал Billboard поставив його на восьме місце у своєму списку «100 найкращих виступів усіх часів».
Вест виконав «Runaway» і «Power» на Saturday Night Live 2 жовтня 2010 року. До Каньє під час виступу приєднався Pusha T. Каньє Вест виконав пісню в повністю червоному вбранні.
17 квітня 2011 року Каньє Вест виконав «Runaway» під час виступу на фестивалі Coachella. Цей виступ назвали «одним із найбільш пам'ятних виступів в історії Coachella». Тодд Мартенс, критик Los Angeles Times, описав, що вистава складалася з «групи норовливих балерин, які, здавалося б, охоплені якимось магнітним поштовхом і притягненням артиста». Під час «Coke Live Musical Festival» у Польщі Каньє виконав пісню 20-хвилинним фрістайлом. Одна самотня балерина виконувала інтерпретаційний танець протягом усього виступу. Пісня часто виконувалася в турі Watch the Throne Tour.
9 грудня 2021 року Каньє Вест виступив хедлайнером благодійного концерту в Лос-Анджелес Меморіал Колізеум разом із колегою-репером Дрейком, присвяченим помилуванню Ларрі Гувера. Під час сольної частини свого сету Каньє Вест доволі емоційно виконав «Runaway», змінивши текст пісні на благання своєї колишньої дружини Кім Кардаш'ян «побігти назад» до нього.

## Комерційний успіх
Пісня дебютувала та посіла 12 позицію в Billboard Hot 100 і є центральною частиною 35-хвилинного короткометражного фільму Runaway, який містить більшість пісень з My Beautiful Dark Twisted Fantasy. Він увійшов до 30 найкращих синглів у чарті Hot Rap Songs і Hot R&B/Hip-Hop Songs. У 2015 році ARIA сертифікувала єдиний альбом як платиновий в Австралії за продаж понад 70 000 примірників.

## Критика
Пісня отримала загальне визнання музичних критиків і була включена до списку найкращих пісень року кількома виданнями, зокрема MTV, Pitchfork, Rolling Stone, Complex, New York Post тощо. Критики відзначили пісню за щиру тематику, відкритість пісні та душевну чисту постановку. Пісня швидко стала одним із найкращих рецензійних синглів і вважається tour de-force Веста, який тоді вважався на піку свого артистизму. Критики відзначили, що трек зміцнив комерційне повернення Каньє Веста в публіку. Відтоді ця пісня з’явилася в кількох списках за останні десятиліття та за всі часи як одна з найкращих пісень усіх часів, у тому числі під номером 25 у списку 500 найкращих пісень усіх часів журналу Rolling Stone у 2021 році.

## Музичне відео

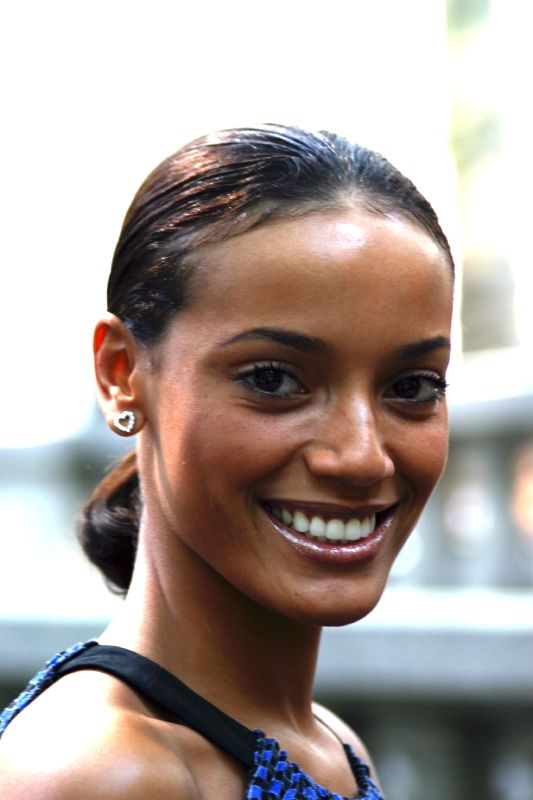
Селіта Ібенкс зображена у відео як фенікс.

Відеокліп на пісню є 35-хвилинним короткометражним фільмом з однойменною назвою. Джерелами натхнення послужили фільми «Трилер» Майкла Джексона, «Стіна» гурту Pink Floyd, «Пурпурний дощ» з Прінсом у головній ролі, а також роботи художників Анрі Матісса та Пабло Пікассо. Авторами сценарію виступили сам Каньє Вест, Джонатан Ліа та італійська художниця Ванесса Бікрофт. Знімальний процес відбувався у Празі, влітку 2010 року. Режисером фільму виступив сам Каньє Вест, а закадровий текст прочитаний Нікі Мінаж.
Прем'єра фільму відбулася 23 жовтня 2010 року. Модель Селіта Ібенкс у відео зображена у ролі фенікса. Початковий намір Каньє Веста полягав у тому, щоб Ібенкс бла оголеною протягом усього відео, але вона відмовилася.
Музичне відео обертається навколо історії кохання між Каньє Вестом (у відео — Гріфін) та феніксом, якого він знаходить під час поїздки через ліс. Гріффін спочатку вчить її спілкуватися з іншими людьми та запрошує на вечерю. Усі інші гості на званій вечері реагують на дівчину Гріффіна негативними коментарями, що ображає Гріффіна. Засмучений Гріффін відповідає виконанням «Runaway», що супроводжується інтерпретаційною послідовністю танцю з балеринами в чорних пачках, після чого йде уповільнена послідовність, де провідні танцюристи виконують соло під вокально спотворене продовження пісні. Гості аплодують. Обід починається. Серед інших страв на стіл подають величезну індичку, що викликає дивну реакцію у Фенікса: вона здіймає крик, яким розлякує гостей. Після обіду пара закоханих знову вирушає додому. Вони сидять та розмовляють на тлі зоряного неба. Вони говорять про походження статуй, і Фенікс наполягає на тому, що це фенікси, що скам'янілі від нерозуміння суспільством. «Знаєш, що я найбільше ненавиджу у цьому світі? — каже вона. — Ви міняєте все, що на вас несхоже».Далі Фенікс і Гріффін кохаються під «Lost in the World». На ранок Гріффін прокидається на даху свого будинку та не знаходить Фенікса. Тут він кидається бігом через ліс, щоб наздогнати подругу, що вислизає (цей момент чергується з кадрами Фенікса, що летить над лісом). Фільм закінчується тим, що Фенікс, вкрита золотим свіченням, знову спалахує і у вигляді метеорита злітає у хмари, а Гріффін відчайдушно намагається наздогнати її.

## Використання
«Runaway» використовувалася в трейлері фільму «Похмілля: Частина III», була показана в сцені з Ніч перед похміллям. Змінене фортепіанне виконання Раміна Джаваді було використано в трейлері 2 сезону Westworld, прем’єра якого відбулася під час Super Bowl LII.
Композиція була використана в рекламі Calvin Klein під назвою «Знайомтеся з нашими жінками» для аромату Women. Ця пісня послужила темою для трейлера 16 сезону серіалу Keeping Up With The Kardashians. У 2012 році пісня була використана в рекламі Bud Light Platinum під назвою «Factory», яка транслювалася під час Super Bowl XLVI.
Пізніше барабани цієї пісні будуть використані в пісні «True Love» на альбомі Каньє Веста Donda 2.

## Чарти

### Щотижневі чарти
| Чарт (2010–2011)                          | Пікова позиція |
| ----------------------------------------- | -------------- |
| Австралія (ARIA)                          | 46             |
| Бельгія (Ultratip Flanders)               | 11             |
| Бельгія (Ultratip Wallonia)               | 9              |
| Канада (Canadian Hot 100)                 | 13             |
| Данія (Tracklisten)                       | 40             |
| Південна Корея (Gaon Chart)               | 14             |
| Швеція (Sverigetopplistan)                | 28             |
| Швейцарія (Media Control AG)              | 56             |
| Велика Британія (Official Charts Company) | 56             |
| Велика Британія (UK R&B Chart)            | 11             |
| США (Billboard Hot 100)                   | 12             |
| США (Hot R&B/Hip-Hop Songs) (Billboard)   | 30             |
| США (Rap Songs) (Billboard)               | 9              |
| США (Rhythmic) (Billboard)                | 21             |

| Чарт (2023–2024)                          | Пікова позиція |
| ----------------------------------------- | -------------- |
| Billboard Global 200                      | 169            |
| Ірландія (IRMA)                           | 18             |
| Литва (AGATA)                             | 68             |
| Нідерланди (Single Tip)                   | 18             |
| Велика Британія (Official Charts Company) | 23             |
| Велика Британія (UK R&B Chart)            | 7              |

### Річні чарти
| Чарт (2010)            | Позиція |
| ---------------------- | ------- |
| Australia Urban (ARIA) | 50      |

## Сертифікації
| Регіон | Сертифікація  | Продажі   |
| --- | ------------- | --------- |
| Австралія (ARIA)                                                                                                 | Платиновий    | 70 000^   |
| Данія (IFPI Denmark)                                                                                             | Золотий       | 45 000    |
| Велика Британія (BPI)                                                                                            | Платиновий    | 600 000   |
| США (RIAA) | 5× Платиновий | 5 000 000 |
| ^відвантаження, що базуються лише на сертифікаціях · продажі+прослуховування, що базуються лише на сертифікаціях |               |           |